# Forrest Halsey
Forrest Halsey (Roseville, 9 novembre 1877 – Los Angeles, 30 settembre 1949) è stato uno sceneggiatore statunitense.

## Biografia
Iniziando la sua carriera nel 1912, partecipò come soggettista o sceneggiatore a una settantina di film. Fu occasionalmente, nel 1910, attore in un solo film, Salomy Jane.

## Filmografia

### Sceneggiatore
- Men Who Dare - storia (1912)
- The Open Road, regia di Oscar Apfel - cortometraggio (1913)
- The Bells, regia di Oscar Apfel - cortometraggio (1913)

- Ashes of Embers, regia di Edward José e Joseph Kaufman (1916)

- The Grouch, regia di Oscar Apfel (1918)
- The Crook of Dreams, regia di Oscar Apfel (1919)
- Dust of Desire, regia di Perry N. Vekroff - soggetto e sceneggiatura (1919)

- The Woman of Lies, regia di Gilbert P. Hamilton - soggetto (1919)

- Flames of the Flesh, regia di Edward LeSaint - soggetto (1920)

- White Youth, regia di Norman Dawn (1920)

- Disraeli, regia di Henry Kolker - sceneggiatura (1921)

- L'usignolo (The Humming Bird), regia di Sidney Olcott - sceneggiatura (1924)

- Monsieur Beaucaire, regia di Sidney Olcott  (1924)
- Wages of Virtue, regia di Allan Dwan - sceneggiatura (1924)
- Notte nuziale (A Sainted Devil), regia di Joseph Henabery - adattamento (1924)
- Madame Sans-Gêne, regia di Léonce Perret - scenario (1924)
- Zingaresca (Sally of the Sawdust), regia di D.W. Griffith (1925)

- Follie (The Coast of Folly), regia di Allan Dwan (1925)

- The Palm Beach Girl, regia di Erle C. Kenton (1926)

- Kept Husbands, regia di Lloyd Bacon (1931)

### Attore
- Salomy Jane, regia di Lucius Henderson e William Nigh (1914)